# Carrabina Tipus 44
El Fusell de caballeria Tipus 44 (del japonès: '四四式騎銃', 'Yonyon-shiki kijū' o 'Yonjūyon-shiki kijū'), també conegut com a Carrabina Tipus 44 era un fusell de forrellat japonès.

## Historia i desenvolupament
Desenvolupat a partir del fusell Tipus 38, en la seva versió de cavalleria, la que tenia com a objectiu dotar a la cavalleria d'un fusell amb baioneta, que pogués utilitzar sense se gaire voluminós, i per a substituir la Espasa de Cavalleria Tipus 32, l'arma estàndard de la cavalleria japonesa, per a substituir la Carrabina Tipus 38 (la versió de cavalleria del fusell Tipus 38). Va entrar en producció en 1911, i en servei en 1912 (any 44 del Període Maiji, d'això Carrabina Tipus 44), i va romandre en servei fins al final de la Segona Guerra Mundial, en 1945. La seva producció però, havia acabat en 1942, tres anys abans que s'eliminés del servei actiu a l'Imperi Japonès. Aproximadament 91900 fusells Tipus 44 van ser produïts en els arsenals japonesos durant aquests anys.
Encara que estava dissenyat per al seu ús per les tropes de cavalleria, moltes altres unitats van ser equipades amb aquestes carrabines, com unitats de transport, i algunes unitats de cavalleria van seguir fent servei de la Carrabina Tipus 38.
Després de la guerra, el Fusell Tipus 44 va romandre en servei en l'Exèrcit Popular d'Alliberament i la seva Marina.

## Descripció i tipus
Va ser un desenvolupament el qual partia del fusell Arisaka Tipus 38. La major diferència entre aquests era la baioneta, ja que en el Tipus 44, aquesta era una baioneta amb forma de punxa, la qual podia ser doblegada, i amagada a sota del canó del fusell. Al contrari que el Fusell Tipus 38, que utilitzava la baioneta Tipus 30. La baioneta del Tipus 44 seguia sent utilitzada de la mateixa manera que la baioneta Tipus 30, amb les mateixes tècniques que utilitzaven els soldats japonesos de l'època. El Tipus 44 també posseïa un compartiment a la culata el qual podia emmagatzemar un sistema únic de dues peces per a netejar el fusell. El sistema d'emmagatzemament estava tapat per un sistema amb forma de porta. Disparava la munició japonesa de 6,5 x 50 mm Arisaka, i tenia una capacitat d'emmagatzematge de 5 bales en un carregador fixe, el qual es carregava mitjançant clips de 5 bales.
El Fusell Tipus 44 es va produir en tres variacions o fases (la Primera, Segona i Tercera variacions). La major diferència entre aquestes variacions, era en la manera de retraure la baioneta i on situar-la, per a poder augmentar la seva llargada i durabilitat en cada variació. Els canvis en el punt on estava situada la baioneta va ser canviat per problemes de precisió i duresa d'aquest element. Algunes altres modificacions més petites es poden trobar en aquestes variacions dels fusells, com que el compartiment de la vareta de neteja es trobi a la part inferior a la base. La primera variació posseïa dos forats, un per cada meitat de la vara, on eren emmagatzemades, la segona i tercera variacions tenien només un forat més gran, on estaven situades les dues meitats de la vara.

## Disseny
El fusell va ser dissenyat en 1911 amb la intenció de reemplaçar la carrabina Tipus 38 en les unitats de cavalleria. La seva producció va començar en 1912, i va finalitzar en 1942, amb un total de 91.900 unitats fabricades en total.. Va estar en servei des de 1912, fins al final de la Segona Guerra Mundial en 1945. El fusell pesava uns 3,3 kg, i tenia una llargada total de 966 mm, dels quals 487 mm eren del canó. Disparava la munició japonesa de 6,5 x 50 mm Arisaka, des d'un carregador fixe de 5 bales, carregades mitjançant un clip de 5 bales. Les bales tenien una velocitat inicial de 761 m/s. El fusell funcionava amb un sistema tradicional de forrellat, i posseïa unes mires de ferro.